# Фу (кана)
ふ в хирагане и フ в катакане — символы японской каны, используемые для записи ровно одной моры. В системе Поливанова записывается кириллицей: «фу», в международном фонетическом алфавите звучание записывается: [ɸɯ]. В современном японском языке находится на двадцать восьмом месте в слоговой азбуке.

## Происхождение
ふ и フ появились в результате упрощённого написания кандзи 不.

## Написание
|  |  |

## Коды символов вкодировках
- Юникод:
  - ふ: U+3075,
  - フ: U+30D5.